# Atok
Atok è una municipalità di quarta classe delle Filippine, situata nella Provincia di Benguet, nella Regione Amministrativa Cordillera.
Atok è formata da 8 baranggay:
- Abiang
- Caliking
- Cattubo
- Naguey
- Paoay
- Pasdong
- Poblacion
- Topdac